# Nyctophilus sherrini
Nyctophilus sherrini és una espècie de ratpenat de la família dels vespertiliònids. Viu a Austràlia. El seu hàbitat natural són els boscos, probablement restringits a les terres baixes. Una possible amenaça significativa per a la supervivència d'aquesta espècie seria la tala de boscos per plantacions d'eucaliptus, l'agricultura i l'explotació forestal comercial.